# Graham Yost
Graham Yost je kanadski filmski i televizijski scenarist, a najpoznatiji film snimljen prema njegovom scenariju je Brzina, veliki akcijski hit iz 1994. godine, dok je dvije godine kasnije napisao scenarij za Slomljenu strijelu. 
Grahamov otac Elwy Yost bio je dugogodišnji voditelj tjednog televizijskog showa o klasičnim filmovima pod nazivom Saturday Night at the Movies, koji se prikazuje na kanadskoj edukativnoj javnoj televiziji TV Ontario.

## Vanjske poveznice
- Graham Yost u internetskoj bazi filmova IMDb-u (engl.)